# قطعنامه ۸۶۹ شورای امنیت
قطعنامه ۸۶۹ شورای امنیت سازمان ملل متحد که در تاریخ ۳۰ سپتامبر ۱۹۹۳ تصویب شد، سندی بین‌المللی دربارهٔ یوگسلاوی سابق است. این قطعنامه طی نشست ۳۲۸۴ام با ۱۵ رای موافق، ۰ مخالف و ۰ ممتنع تصویب شد.